# إدوارد تشينغ تشاو
إدوارد تشينغ تي تشاو (30 نوفمبر 1919- 3 فبراير 2008) كان أحد مؤسسي مجال تأثير التحول، وهو دراسة آثار اصطدام النيازك على القشرة الأرضية. اشتهر باكتشافه نوعين من السيليكا عالي الضغط في الطبيعة: كويزيت وستيشوفيت.

## النشأة
ولد تشاو في سوتشو، الصين. كان والده هو اللاهوتي تي سي تشاو. 

## حياته المهنية
وصل تشاو إلى الولايات المتحدة في عام 1945 لتدريس اللغة الصينية للقوات الأمريكية. ثم التحق بجامعة شيكاغو وحصل على درجة الدكتوراه في الجيولوجيا عام 1948. وفي عام 1949، عين في هيئة المسح الجيولوجي الأمريكية، حيث أمضى حياته المهنية بأكملها حتى تقاعده في عام 1994.

## المساهمات العلمية
عمل تشاو على مجموعة متنوعة من المواضيع على مدار حياته المهنية في هيئة المسح الجيولوجي الأمريكية، بما في ذلك الجيولوجيا الهندسية والجيولوجيا الاقتصادية وصخور الفحم ومع ذلك، فقد اشتهر بعمله في جيولوجيا التصادم والتكتيت. حصل تشاو بعد وقت قصير من بدء العمل على التكتيت في عام 1960 على عينة من الحجر الرملي من المنطقة المجاورة لفوهة نيزك بولاية أريزونا. استطاع من من هذه المادة عزل معدن غير عادي ذو معامل انكسار مرتفع، والذي أظهر أنه متعدد الأشكال عالي الضغط من ثاني أكسيد السيليكون. أطلق على المعدن الجديد اسم الكوزيت تكريما للعالم الذي قام بتصنيع نفس المعدن في المختبر قبل سبع سنوات. وبعد عدة سنوات، اكتشف تشاو شكلًا ثانيًا متعدد الأشكال من السيليكا عالي الضغط في هذه الصخور والذي صنع أيضًا سابقًا في الدراسات المعملية، ولكن لم يكن من المعروف أنه موجود في الطبيعة. أطلق على هذا المعدن اسم ستيشوفيت تكريما للشخص الذي صنعه لأول مرة، وهو الفيزيائي الروسي سيرجي ستيشوف [الإنجليزية]. أصبح الكويزيت والستيشوفيت معروفين كعلامات مميزة لأحداث الحفرة، والتي كانت في الأساس العمليات الطبيعية الوحيدة التي أنتجت ضغوطًا عالية بما يكفي لتحويل الكوارتز العادي إلى كلا هذين المعدنين الكثيفين. واصل تشاو البحث عن الكويسيت والستيشوفيت في الصخور من حفرة ريس في بافاريا، ألمانيا، مما يثبت أن هذا الهيكل قد تم إنتاجه أيضًا عن طريق الحفر الصادمة.
أجرى تشاو العديد من الدراسات الرائدة على التكتيت، واكتشف وجود معدن الحديد والنيكل في عينات من الفلبين. وقد ساعد هذا في إثبات أن التكتيت تم إنتاجه نتيجة لتأثيرات النيزك. كما أدرك أيضًا أن التكتيت أظهر دليلاً على المرور عبر الغلاف الجوي للأرض، مما دفعه إلى استنتاج أن التأثيرات المسؤولة عن التكتيت حدثت على القمر، وهو رأي لم يعد منتشرًا على نطاق واسع بين العلماء.
تضمن عمله على صخور القمر كونه عضوًا في فرق الفحص الأولي وباحثًا رئيسيًا خلال برامج أبحاث أبولو 11-17.

## جوائز
حصل تشاو على وسام جون برايس ويذريل من معهد فرانكلين، وفي عام 1992، حصل على وسام بارينجر من جمعية الأرصاد الجوية لعمله في جيولوجيا التأثير. حصل على جائزة كبار العلماء الأمريكيين من مؤسسة ألكسندر فون هومبولت، وكان لديه كويكب سمي باسمه (3906 تشاو). تم أيضًا تسمية معدن الشاويت وهو شكل من أشكال الكربون الناتج عن الصدمات والذي تم اكتشافه في فوهة ريس على شرفه.